# شارون باريت
شارون باريت (بالإنجليزية: Sharon Barrett)‏ هي لاعبة غولف أمريكية، ولدت في 18 سبتمبر 1961 في سان دييغو في الولايات المتحدة.

## وصلات خارجية
- شارون باريت على موقع رابطة لاعبات الغولف المحترفات (الإنجليزية)